# SSSS.GRIDMAN
《SSSS.GRIDMAN》為圓谷製作的特攝作品《電光超人古立特》的改編動畫，由當年於《日本動畫人展覽會》中製作電光超人古立特短篇動畫《電光超人古立特 boys invent great hero》的製作公司TRIGGER擔任製作，導演則由同作的導演雨宮哲擔任，於2018年6月13日在Anime Expo首映，於10月開始播放。

## 故事簡介
家住杜鹃台的高一学生响裕太，某天醒来突然失去了记忆。 然后，裕太在一台旧电脑上，看见了螢幕上显现出的“超强特務GRIDMAN（Hyper Agent Gridman）”。 裕太聽到GRIDMAN讓自己完成使命，于是開始探索這句話背後的深意、並搜尋自己的記憶。
雖然每一天裕太都会因突發事件頭疼不已，但同班同學内海將、寶多六花，還有新条茜等人会热心帮助他。可突然出现的怪兽，却轻而易举就打破了这样平静的生活——。

## 登場人物

### GRIDMAN同盟
響裕太（聲：廣瀨裕也（日本）； 蘇尚卿（中國））
本作主角，能與。杜鵑台高中一年E班的高中生，目前是包含自己的名字全都忘記的喪失記憶狀態。父母出差中，獨生子，現階段自己一個人住。
初登場時昏倒在六花家門口，而自己在昏倒前可能對六花說過什麼。喜歡六花，平時眼神會飄到六花身上、注意她的動向，很在意六花對裕太說的「如果你是假裝喪失記憶那可就太差勁了」。
實際上裕太本身的人格處於完全沉睡的狀態，在此之前都是GRIDMAN的意識，GRIDMAN必須離開，主人格才會甦醒。但據GRIDMAN所言，即使是GRIDMAN寄宿在裕太身上，裕太本人對六花的心意也沒有改變。
（聲：綠川光（日本）；皇貞季（中國））
寄宿在六花家的古董電腦(JUNK)中，初登場時因為電腦老舊而只能與裕太對話，經過武士聖劍優化之後已經可以與六花、內海對話。
可以自由調整變身大小，最大高度為70公尺，但相對的體型越大，能與裕太維持Access Flash的時間也就越短。與新世紀中學生全員共同作戰時，因為電腦性能老舊跟不上動作而定格，必須縮小輸出才能全員共同出動作戰。
依附在六花家的電腦被六花媽媽定價37249日圓，被新世紀中學生以32049日圓買下後帶到深山去以供裕太與GRIDMAN變身。結束後所有人的家裡皆無法放置電腦，或是地理位置不便而決定退貨，再度搬回六花家。
最終以FIXER光束修復了整個世界，在這個世界任務完成後，帶著剩餘的阿格雷希斯碎片與新世紀中學生們離開這個世界。
內海將（聲：齊藤壯馬 （日本），夏侯落楓；曹云圖（中國））
裕太的同學兼朋友。GRIDMAN同盟的起頭人，同時也是特攝片愛好者。對新條茜有好感，會擔心茜的安危，但在確認茜已經安全或回家之後，常常就此丟下裕太一個人而解散行動。此外有一個小學六年級的弟弟。
寶多六花（聲：宮本侑芽（日本）；葉知秋（中國））
裕太的同班同學。平時總是慵懶的樣子，但有著為朋友著想的性格。自身體質無法適應碳酸飲料，且不擅吃碳水化合物食品。將昏睡的裕太帶回自家照顧，但對裕太失憶的情況直言「如果你是假裝喪失記憶那可就太差勁了」。
實際上是被茜設定為「茜的朋友」，但卻仍有自主意識。在最終戰鬥後送給茜票卡夾，使茜的心靈得到救贖，希望與茜在一起但卻選擇不實現，讓茜離開回到現實世界。
離開前告知裕太對自己的心意後，露出少見的失措樣子且臉頰泛紅。

### 新世紀中學生
支援GRIDMAN的夥伴，可以變身成GRIDMAN的武器或裝備。平時雖然穿著黑西裝，但沒事的時候就會泡在六花家的咖啡吧台，而被六花媽媽問你們都沒有在工作嗎？
武士聖劍（聲：高橋良輔（日本）；郝祥海（中國））
在裕太喪失記憶後時不時出現在裕太附近暗地里保护裕太。腰間後總是掛著四把直刀的神祕西裝男子，但總會忘記自己有掛著刀，常常因此撞到門。真正身分不明，平時都駝著背，說話開頭會結巴，但會協助裕太等人。刀法了得，能夠在裕太等人不注意的時候斬開玻璃瓶以及斬斷落下的鋼樑。Access Code "GRIDMAN CALIBUR"，可變成GRIDMAN的裝備，外觀是一把金色聖劍。武士只是名字，並不是職業。
年齡為33歲。家中有養貓，很樂意收留流浪貓。但貓會咬壞電線，拒絕把JUNK安置在自家。
馬克斯（聲：小西克幸（日本）；圖特哈蒙（中國））
外表粗曠，會戴鋼鐵口罩，相當於領袖般的存在，Access Code "BATTLE TRACTO MAX"。外觀是一輛搭載自走砲的卡車，可以與GRIDMAN合體成「剛力合體超人 MAX GRIDMAN」。沒合體時本身亦可透過自己的砲管發射加農砲。
因為家中的傢俱顏色與JUNK不搭，而拒絕把JUNK安置在自家。看到裕太喜歡六花但卻不太敢行動，嘲諷裕太「真是個拖拖拉拉的傢伙」。在怪獸出現在校外教學地點後，開始思考為什麼怪獸總是出現在裕太等人身邊。
變身後的原型是坦克型機械「戰神坦克（God Tank）」，名字則是出自該支援機於美版的名稱「天龍號（Tracto）」。
維特（聲：松風雅也（日本）；劉明月（中國））
外表像是一般的上班族。Access Code "SKY VITTER"。外觀是戰機，可以與GRIDMAN合體成「大空合體超人 SKY GRIDMAN」。安奇在使出與BUSTER GRIDMAN的BUSTER GRID飛彈相似的技能之後，很平淡地說出「波拉的飛彈被抄走了」。
家中有養熱帶魚，因此家裡用電量非常高，拒絕把JUNK安置在自家。
變身後的原型是戰機型機械「雷霆戰機（Thunder Jet）」，名字則是出自該支援機於美版的名稱「噴射機鳳凰號（Vitor）」。
波拉（聲：悠木碧（日本）；楊凝（中國））
穿著一身黑衣男裝的支援者。幼兒體型的雙馬尾。外表矮小，說話時有著與可愛外表呈現反差的粗魯語氣。Access Code "BUSTER BORR"。外觀是裝備鑽頭的履帶戰車，本身亦可發射飛彈，可以與GRIDMAN合體成「武装合體超人 BUSTER GRIDMAN」，可以釋放無限飛彈，著重於高火力攻擊。
直接拒絕把JUNK安置在自家。在看到六花對沒接裕太電話的事情道歉後跑走躲起來，直接評價六花「真是有夠麻煩的女人」。
變身後的原型是鑽頭型機械「雙子鑽探者（Twin Driller）」，名字則是出自該支援機於美版的名稱「毒蛇號（Borr）」。

### GRIDMAN敵對陣營
新條茜（聲：上田麗奈（日本）；山新（中國），結局現實世界演員：新田湖子）
裕太的鄰座同學。班上的人氣王。雖然可愛，周圍卻完全沒有男性的影子。才色兼備、才貌雙全的最強女生，班上人人喜歡的奇蹟般的女孩子。粉髮紅瞳的巨乳女子高中生。
碰上討厭、覺得無法原諒的事情後，回家後會把自己關在房間中，並戴上右邊鏡片有裂痕的眼鏡，製作怪獸模型，後在螢幕中的亞雷克希斯會讓怪獸實體化，並到城市中作亂。常喝番茄汁。
同時也是本作中，唯一一位現實世界的人類，杜鵑台的創造者以及神，渴望朋友。最終收到六花送的票卡夾後得到救贖，並在現實世界中醒來。
亞雷克希斯・凱里巴（聲：稻田徹（日本）；塗小鴉（中國））
茜房間的螢幕中出現的神祕人物，擁有讓茜製作的怪獸模型實體化的能力，而在怪獸被打敗之後的隔天，城市會復原，像是完全沒有經過破壞一樣，有關怪獸的影片與新聞都會被一併抹除，一般人的記憶會改寫。在怪獸襲擊中死亡的人不會復活，會被改寫成提前在數年前死亡，或是根本沒有這個人。
實際上是擁有無限生命的存在，缺乏死亡的概念; 會不斷在不同"世界"中找尋像新條茜這樣擁有強烈負面情感的人類，將其吞噬後填補自己內心因無限生命所帶來的空虛感。最後被完全體的GRIDMAN所擊敗並被封印後帶離杜鵑台。
安奇（聲：鈴村健一（日本）；李蘭陵（中國））
具有高度智慧、能獨立思考的怪獸，平常的外表是個小男孩的樣子，能言語對話，食量驚人，接收到茜的命令之後會變身成怪獸，異常的敵視GRIDMAN。聲稱自己是為了打倒GRIDMAN而生，而拒絕茜委託想殺死人類的要求。可以變身成怪獸ANTI。能力基本上高於GRIDMAN，能複製對手的招式、出拳，並且利用本身高速移動的優勢壓制沒有裝備支援的GRIDMAN。與GRIDMAN一樣，變身同樣有時間限制，時間限制快到達時，頭頂一樣會發出閃燈。
初次與GRIDMAN對打時，因為裕太的迷惘而單方面將GRIDMAN壓制，並造成GRIDMAN進入休眠。後來再次對戰時被裝備BATTLE TRUCK MAX的GRIDMAN打到能量耗盡，變回人形後昏倒，在敗給GRIDMAN事後茜不滿敗北的結果而將便當直接砸在安奇頭上。動畫第4集因為安奇和GRIDMAN的出現阻擋了茜的怪獸殺死Arcadia團體最後一位成員的大和，之後讓茜覺得噁心的大和又打來，茜氣而把手機往安奇臉上砸了過去。茜在深山召喚怪獸之後反而造成自己移動困難時，安奇主動揹著茜走出深山，並把自己的圍巾給茜披著，但被茜嫌臭。
被茜正式丟棄並被亞雷克希斯鋸傷右眼，之後受到新世紀中學生及六花家等人的幫助脫離困境尋找生命的意義，後來成為守護GRIDMAN的騎士-GRIDKNIGHT。
在續篇《SSSS.DYNAZENON》第六集以GRIDKNIGHT形態再度出場。

### 其他人物
六花媽媽（聲：新谷真弓（日本）；常蓉珊（中國））
在自家一樓經營店面(絢 JUNK SHOP)，擺放許多老舊的商品，客人鮮少甚至是沒有，同時也是一間咖啡廳。常常很隨興的跑出去並要求六花在家看店。因為與女兒鬥嘴晚餐吃冷的，而被裕太誇六花家的感情很好。
奈美子（聲：三森鈴子（日本）；姜英俊（中國））
六花的好友，會和哈絲一起揶揄六花有男人了、與裕太等人的關係很好。一般人，所以記憶會被改寫，被六花問到問川與斗衣子的下落時感到疑惑，並反問那是誰。評價裕太除了紅頭髮外沒有什麼能留下印象的。
蓮（聲：鬼頭明里（日本）；趙小雙（中國））
六花的好友，匿名哈絲，平時會戴著口罩都不會拆下來，會和奈美子一起揶揄六花有男人了、與裕太等人的關係很好。一般人，所以記憶會被改寫，被六花問到問川與斗衣子的下落時說明根本沒有排球社的人在班上。在學校的時候總是和六花以及奈美子在一起聊天。六花開始和裕太等人一起之後，蓮和奈美子也經常拿男人的話題揶揄六花。晚上會做網絡直播。
丸佐蘭萌＆古間亞子（聲：關根明良＆宮本佳那子）
裕太班上的同學，新條茜在班上的好友。
問川咲瑠＆戶井田光＆毛苗村里香＆土居箱＆高良奈奈（聲：湯淺楓＆宮崎綸＆飯田里穂（日本）；梁小漁（中國））
裕太班上的同學，被阿格雷希斯實體化使用新條茜所製作的怪獸給殺死，記憶被隨機篡改其他原因死亡。
大和＆高德＆今井＆有井（聲：伊東健人＆榎木淳彌＆熊谷健太郎＆鈴木崚汰）
Arcadia團體成員，在和奈美子與蓮與六花和茜的聯誼中，和大和一起搭訕茜時，讓茜覺得這些人很噁心，因而被阿格雷希斯實體化使用新條茜所製作的怪獸給殺死，記憶被隨機篡改其他原因死亡。只剩大和一人舉行直播Arcadia團體，本來是最後一個要被阿格雷希斯實體化使用新條茜所製作的怪獸給殺死，但是被阻擋而沒能成功將他殺死。
亞諾希拉斯二世（Anosillus，聲：高橋花林（日本））
怪獸一族，並不是茜所製造出來的怪獸，而是打從一開始就存在於這個世界的怪獸。
體型可以自由變大變小，可以與人類一樣進行言語對話，平時是個帶著兜帽的小女孩樣子，告知裕太這個世界是茜所製造出來的世界，出了杜鵑台之後就什麼都沒有，只有一片濃霧與廢墟，並且所有人只要出了這個範圍就會想睡覺。
指出有個世界的外來者，利用茜破碎的心，是更大的幕後主使。對裕太說出感謝，並稱自己為二代。
是第二代，為原著音波怪獸阿諾西拉斯的後代，原著中是電子世界的生物即電子動物，居住在一台電子琴里。它被武史利用污濁的音樂污染至暴走，令不想傷害到它的GRIDMAN陷入苦戰，後來被友香用電子琴彈奏的溫和音樂所拯救。之後跟著安奇在SSSS.DYNAZENON中登場。

### 怪獸
氣炎萬丈怪獸 古爾基拉斯（GHOULGHILAS）
第1話登場。嘴巴會噴出火球，火球碰到地面會彈跳或爆炸燃燒，弱點是脖子，最終被GRIDMAN扭斷頭之後再以光束擊殺。
茜製作的原因是因為同學問川咲瑠與其他四人在教室內玩排球，不慎砸中手中的熱狗麵包，心有不滿而製作出的怪獸，之後包含問川咲瑠在內的戶井田光、毛苗村里香、土居箱、高良奈奈等人被實體化的怪獸以噴出的火球彈跳砸死，茜用以回敬被球砸中的不滿。
因果報應怪獸 迪巴達丹（DÉVADADAN）
第2話登場。對光束有極高的抗性，導致GRIDMAN陷入苦戰，最終被裝備黃金聖劍的GRIDMAN斬殺。
茜製作的原因是在中午與裕太吃完午餐後，離開天台時被正在看手機的班導（聲：間島淳司）撞到，手中的飲料也因此噴出幾滴，但班導只是喔了一聲而沒有道歉，為此感到不滿，茜回到家中後製作怪獸，目的是為了將班導殺掉。
臥薪嚐膽怪獸 安奇（ANTI）
第3話初登場。具有高度智慧、能獨立思考的怪獸，平常的外表是個小男孩的樣子。

朝雲暮雨怪獸 岡格里（GONGLEE）
第4話登場。擁有隱蔽氣息的能力，讓GRIDMAN以及新世紀中學生四人沒有即時感知到其存在。依序殺害了高德、今井、有井等三人，最後的目標大和因被阻擋沒能達成。
多事多難怪獸 哥亞貝克（GO'YAVEC）
第5話登場。幾乎跟好幾座山一樣大的鱷魚型怪獸，但行動非常遲緩，背上會噴射出熔岩。
怪獸少女亞諾希拉斯（二世）（Anosillus the 2nd）
第6話初登場。怪獸一族，平常的外表是個小女孩的樣子。

幽愁暗恨怪獣 基里巴（DIRIVER）
第7話登場。
捲土重来怪獣 梅卡古爾基拉斯（MECHA GHOUL-GHILAS）
第8話登場。
有象無象怪獸 巴傑克（BUJACK）
第9話登場。
無名怪獸A和B
第10、11話登場。
作繭自縛怪獸 傑加
最終話登場。茜的怪獸化姿態

## 出版書籍

### 輕小說
『SSSS.GRIDMAN NOVELIZATIONS』
- 原作：水澤夢／插圖：bun150

| 卷數 | GAGAGA文庫         | GAGAGA文庫    | GAGAGA文庫             |
| 卷數 | 副標               | 初版發售日期  | ISBN                   |
| ---- | ------------------ | ------------- | ---------------------- |
| 1    | ～もう一人の神～   | 2019年9月19日 | ISBN 978-4-09-461126-7 |
| 2    | ～世界終焉の怪獣～ | 2020年2月19日 | ISBN 978-4-09-461135-9 |

## 電視動畫
2015年，导演雨宮哲在《日本動畫人展覽會》中制作了《電光超人古立特》的短篇动画《電光超人古立特 boys invent great hero》。最初导演是希望把《超人力霸王》给动画化，然而圓谷製作方面的回复是希望能够改编其他作品，于是就拿了《電光超人古立特》的授权。制作完短篇后，雨宫哲希望能与圓谷製作有更进一步的合作，于是有了本作。
《SSSS.GRIDMAN》中的「SSSS」除了致敬自美版GRIDMAN的标题《Superhuman Samurai Syber-Squad》，劇中也顯示了SSSS另一個縮寫Special Signature to Save a Soul (拯救靈魂的特別署名)。
三位角色名稱「響裕太」「新条アカネ」「アレクシス・ケリヴ」以及地名ツツジ台(杜鵑台)出自續集廢案「電撃超人グリッドマンF（ファイター）」。

### 製作團隊
- 原作：『電光超人古立特』[4]
- 監督：雨宮哲
- 脚本：長谷川圭一
- 設計：後藤正行
- 人物設計：坂本勝
- 3DCG監督：宮風慎一
- 美術監督：渡邊幸浩
- 攝影監督：山本弥芳
- 編輯：吉武將人
- 音樂：鷺巢詩郎
- 音響監督：龜山俊樹
- 音樂製作：波麗佳音
- 動畫製作：TRIGGER
- 製作：圓谷製作公司、Fields、波麗佳音、DOCOMO動畫商城、MBS、Ultra Super Pictures、KlockWorx、BS11

### 主題曲
片頭曲「UNION」（第1、3、8、12話當作插入曲使用）
作詞、作曲：大石昌良，編曲：Tom-H@ck，歌：OxT
片尾曲「youthful beautiful」（第1話－第11話）
作詞、作曲：RIRIKO，編曲：白戶佑輔、RIRIKO，歌：內田真禮
插入曲
「Believe」（第1話、第4話、第9話、第12話）
作詞、作曲：杉本龍一
（第1話、第10話）
作詞：荒木豐久，作曲：三木剛
（第2話、第6話）
作詞、作曲：筒井雅子
（第4話、第8話）
作詞：Shihori，作曲：，編曲：EFFY，主唱：三森鈴子
（第4話）
作詞：相田毅，作曲：戸塚修
（第6話、第12話）
作詞：，作曲：鈴木喜三郎
「若い翼は」（第7話、第9話）
作詞：，作曲：平吉毅州
（第12話）
作詞：，作曲：

### 各話列表
| 話數 | 日文標題 | 中文標題 | 分鏡     | 演出     | 作畫監督                      | 製作進行             | 總作畫監督               |
| ---- | -------- | -------- | -------- | -------- | ----------------------------- | -------------------- | ------------------------ |
| #01  |          | 覺・醒   | 雨宮哲   | 宮島善博 | 齊藤健吾                      | 栗原健               | 坂本勝                   |
| #02  |          | 修・復   | 雨宮哲   | 中園真登 | 中村真由美、杉本米歇爾 坂本勝 | 瀨田光穗             | 不適用                   |
| #03  |          | 敗・北   | 奧居久明 | 高嶋宏之 | 竹田直樹、五十嵐海 坂本勝     | 志太駿介             | 不適用                   |
| #04  |          | 疑・心   | 藤井辰己 | 藤井辰己 | 西川將貴                      | 三ツ橋寛、達野ふうこ | 齊藤健吾                 |
| #05  |          | 挑・撥   | 大嶋博之 | 金子祥之 | 半田修平、長谷川哲也 坂本勝   | 古川晟               | 不適用                   |
| #06  |          | 接・觸   | 宮島善博 | 宮島善博 | 李少雷、劉雲留                | 田口翔一朗、鈴木輔   | 坂本勝、雨宮哲、齊藤健吾 |
| #07  |          | 策・略   | 大塚健   | 中園真登 | 中村真由美、杉本米歇爾        | 栗原健               | 不適用                   |
| #08  |          | 對・立   | 久場良忠 | 高嶋宏之 | 長谷川哲也、竹田直樹 坂本勝   | 三ツ橋寛             | 不適用                   |
| #09  |          | 夢・想   | 五十嵐海 | 金子祥之 | 五十嵐海、坂本勝              | 瀬田光穂             | 不適用                   |
| #10  |          | 崩・壞   | 佐竹秀幸 | 佐竹秀幸 | 川島勝、なつのはむと          | 古川晟、鈴木輔       | 半田修平、雨宮哲、坂本勝 |
| #11  |          | 決・戰   | 中園真登 | 中園真登 | 中村真由美、竹田直樹          | 立川未菜             | 坂本勝                   |
| #12  |          | 覺醒     | 雨宮哲   | 宮島善博 | 杉本ミッシェル、長谷川哲也    | 市山力也             | 坂本勝                   |

### 播放平台
| 播放地區 | 播放電視台 | 播放日期               | 播放時間（UTC+9）        | 所屬聯播網 | 備註           |
| -------- | ---------- | ---------------------- | ------------------------ | ---------- | -------------- |
| 日本全國 | WOWOW      | 2018年10月7日-12月23日 | 星期日 0時00分 - 0時30分 | 衛星電視   |                |
| 東京都   | TOKYO MX   | 2018年10月7日-12月23日 | 星期日 1時00分 - 1時30分 | 獨立UHF局  |                |
| 日本全國 | BS11       | 2018年10月7日-12月23日 | 星期日 1時00分 - 1時30分 | 衛星電視   | 『ANIME+』節目 |
| 近畿地方 | MBS        | 2018年10月7日-12月23日 | 星期日 2時08分 - 2時38分 | JNN        |                |

| 播放地區 | 版权代理                 | 更新期間                            | 播放網站 | 備註             |
| -------- | ------------------------ | ----------------------------------- | --- | ---------------- |
| 日本全國 |                          | 2018年10月7日- 12月23日             | d動畫商城、Netflix、Amazon Video hulu、萬代頻道、ビデオパス、J:COM点播 ひかりTV、U-NEXT、アニメ放題 FOD、あにてれ、WOWOW会员点播 Rakuten TV、Video Market、DMM.com HAPPY!動画、MBS動画イズム |                  |
| 日本全國 | 2018年10月15日- 12月31日 | GYAO!、niconico频道（有直播）、TVer | |                  |
| 中国大陆 | 上海新创华               | 2018年10月7日- 12月23日             | 腾讯視頻 | 普通话版、日语版 |
| 香港     | 木棉花國際               | 2018年10月7日- 12月23日             | Viu |                  |
| 台灣     | 木棉花國際               | 2018年10月7日- 12月23日             | 巴哈姆特動畫瘋、CHOCO TV、LiTV 線上影視 |                  |

### BD與DVD
| 卷數 | 發售日期       | 收錄話數       | 規格編號   | 規格編號   | 規格編號       |
| 卷數 | 發售日期       | 收錄話數       | BD         | DVD        | canime限定版BD |
| ---- | -------------- | -------------- | ---------- | ---------- | -------------- |
| 1    | 2018年12月19日 | 第1話－第3話   | PCXP-50621 | PCBP-53731 | SCXP-00081     |
| 2    | 2019年1月16日  | 第4話－第6話   | PCXP-50622 | PCBP-53732 | SCXP-00082     |
| 3    | 2019年2月20日  | 第7話－第9話   | PCXP-50623 | PCBP-53733 | SCXP-00083     |
| 4    | 2019年3月20日  | 第10話－第12話 | PCXP-50624 | PCBP-53734 | SCXP-00084     |

## 迴響

### 荣誉
获得2019年第85回日本SF大会中的媒体部门星云赏。

### 銷量
BD發售第一週，以7115張在Oricon公信榜排行當季動畫第二名。

## 漫畫
SSSS.GRIDMAN 
角川書店《月刊Comic Alive》連載。作畫：。
SSSS.GRIDMAN 新世紀中學生日記
角川書店《月刊Comic Alive》連載。作畫：，以新世紀中學生為主角的日常系作品。
SSSS.GRIDMAN
集英社「少年Jump+」連載。改編自電視動畫版，作畫：。

秋田書店《月刊少年Champion》連載。作畫：。

## 續作

### SSSS.DYNAZENON
《SSSS.DYNAZENON》為《GRIDMAN系列》的第二部動畫作品，而製作方面採用了本作的部分製作團隊，主要人物及劇情方面完全不同於本作。該作於2021年4月2日開始播放。

### GRIDMAN UNIVERSE
《GRIDMAN UNIVERSE》是於2023年3月24日上映的動畫電影，為《GRIDMAN系列》的首部電影作品，同時也是原作的30周年紀念作品。

## 外部連結
- 電視動畫「SSSS.GRIDMAN」官方網站 （页面存档备份，存于）（日語）
- 電視動畫「SSSS.GRIDMAN」巴哈姆特動畫瘋正版播出專頁 （页面存档备份，存于）（繁體中文）
- 電視動畫「SSSS.GRIDMAN」官方的X（前Twitter）（日語）